# Брін Терфель
Сер Брін Терфель (англ. Bryn Terfel; нар. 9 листопада 1965, Гвінед, Велика Британія) — валлійський оперний співак бас-баритоном, концертний виконавець. Терфель спочатку був пов'язаний з ролями Моцарта, зокрема Фігаро, Лепорелло та Дон Жуан, але пізніше звернув свою увагу на більш вагомі ролі, особливо ті, які належать до Пуччіні та Вагнера. [1] 

## Біографія
Брін Терфель Джонс народився в Пант Глас, графство Карнарвоншир, Уельс, у родині фермера. Його рідною мовою є валлійська. Щоб уникнути плутанини з іншим валлійським баритоном Делме Бріном-Джонсом, він обрав собі професійне ім'я Брін Терфель. Інтерес і талант до музики у нього проявилися ще з дитинства. Сімейний друг навчив його співати, починаючи з традиційних валлійських пісень.
Після перемоги в численних співочих конкурсах він переїхав до Лондона в 1984 році та вступив до Гілдголської школи музики та драми, де навчався під керівництвом Рудольфа П'єрная. 1988 року він взяв участь і переміг у конкурсі Молодий валлійський співак року, організованому Асоціацією прихильників Хору Моррістон-Орфеус. Він закінчив навчання у 1989 році, вигравши премію Кетлін Феррір та Золоту медаль. Того ж року він посів друге місце на конкурсі Кардіффський співак світу, уступивши лише Дмитру Хворостовському, але виграв Lied.